# پانل (کمیک)

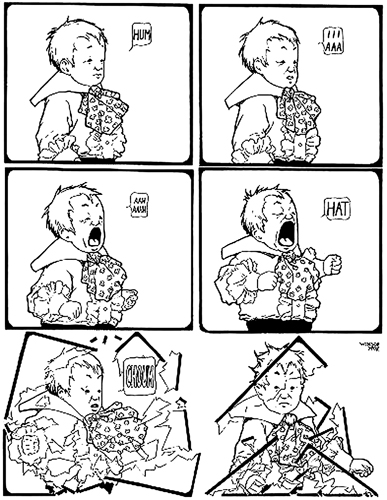
پانل کمیک بوک

پانل کمیک بوک (به انگلیسی: Comic Book Panel) یک فریم جداگانه یا تک نقاشی است که در دنباله چند صفحه ای از یک داستان مصور یا کتاب کمیک قرار دارد. یک صفحه شامل یک نقاشی واحد است که یک لحظه داستان را نشان می‌دهد. هنگامی که چندین پانل وجود دارد، اغلب گاهی اوقات، با یک فضای کوتاه به نام ناودان از هم جدا می‌شوند.